# تپه بلقوز
تپه بلقوز مربوط به اوایل هزاره اول است و در شهرستان داورزن، روستای مزینان واقع شده و این اثر در تاریخ ۵ آذر ۱۳۸۰ با شمارهٔ ثبت ۴۴۹۵ به‌عنوان یکی از آثار ملی ایران به ثبت رسیده است.